# Zimne Wody (Bydgoszcz)
Zimne Wody (niem. Kaltwasser) – osiedle Bydgoszczy położone pod Skarpą Południową. Ze względu na to, że osiedle przecina droga krajowa ulokowało się tu wiele biur firm i hurtowni. Zabudowę stanowią domy jednorodzinne, ogrody działkowe i obiekty przemysłowe.

## Komunikacja miejska
Na osiedlu znajduje się jedyna w Bydgoszczy zajezdnia tramwajowa, która została oddana do użytku w 1959.

## Urzędy
- Powiatowy Urząd Pracy w Bydgoszczy
- Centrum Integracji Społecznej

## Obiekty przemysłowe
- Bydgoskie Zakłady Przemysłu Gumowego „Stomil”
- IBIS Bydgoszcz
- Pepsi-Cola General Bottlers

## Galeria

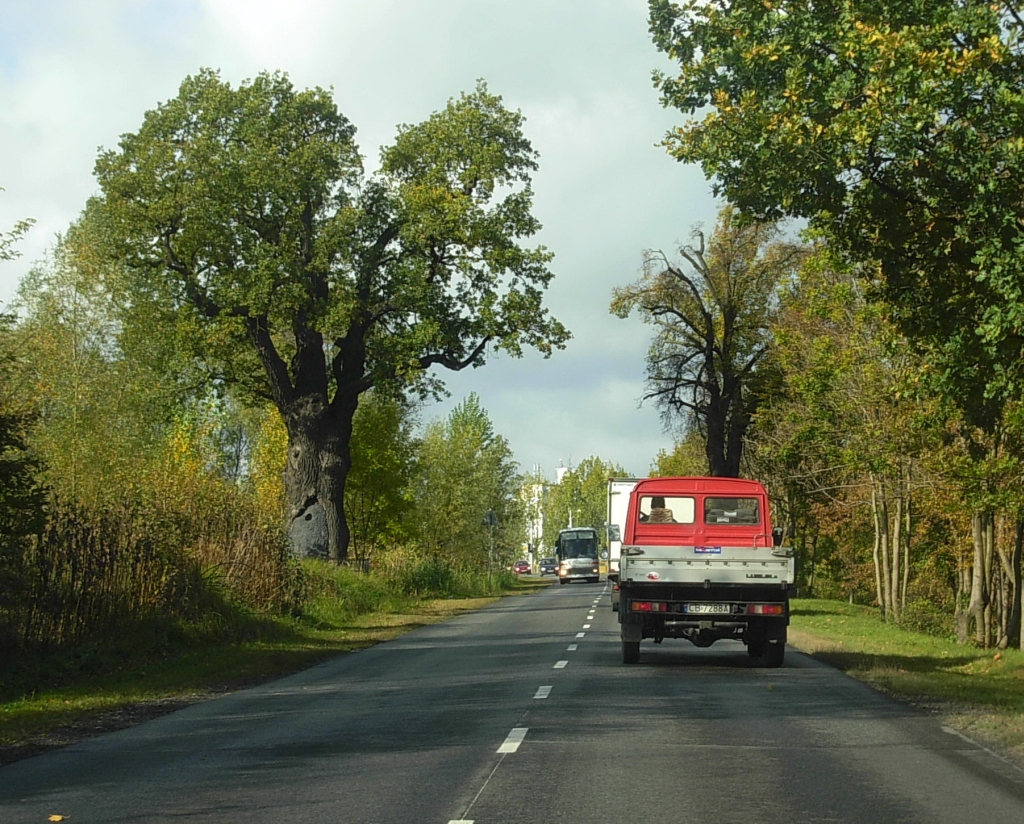
Dąb Bartek - najstarsze drzewo w Bydgoszczy, na terenie osiedla Zimne Wody
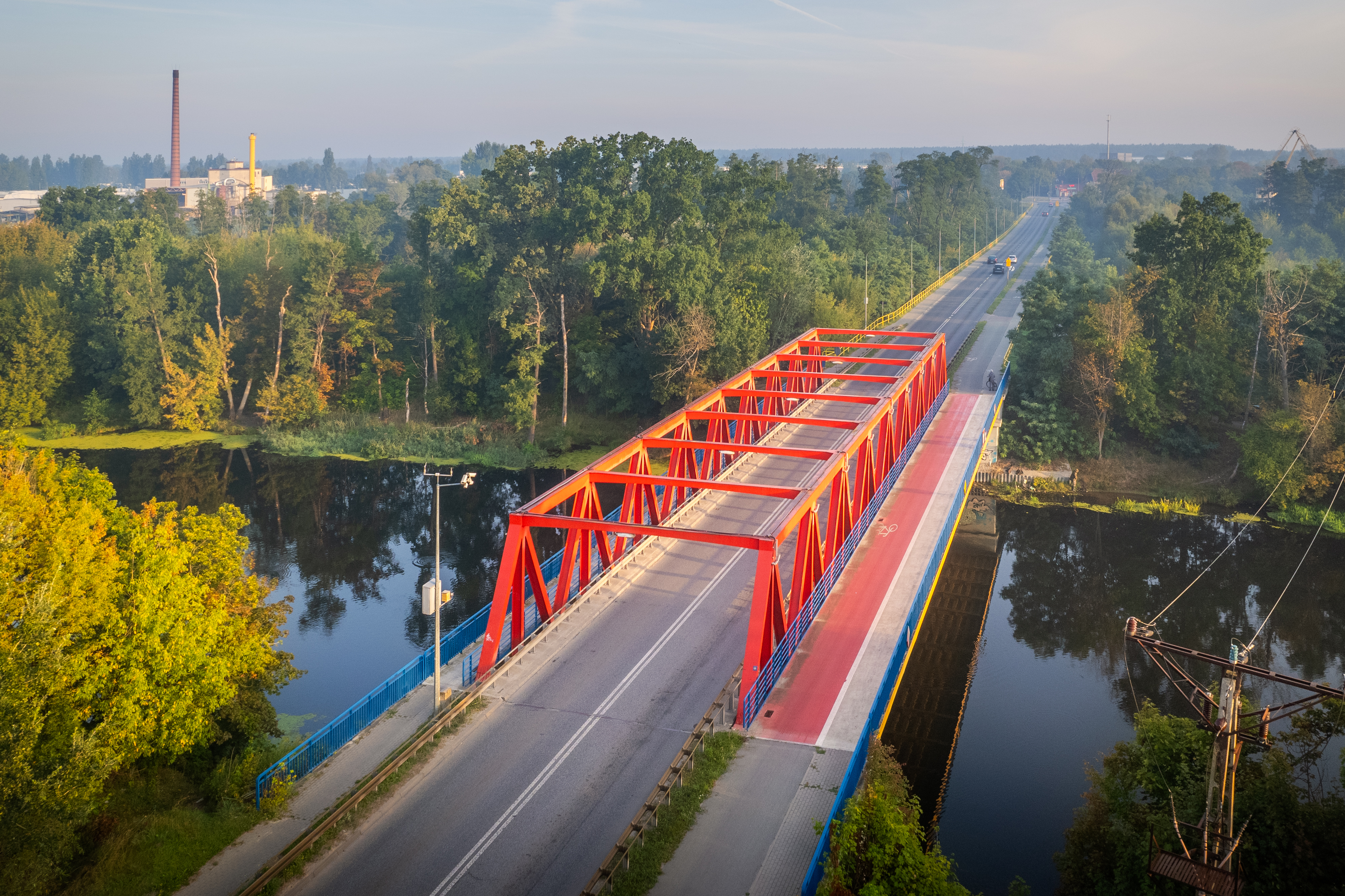
Most na Brdzie
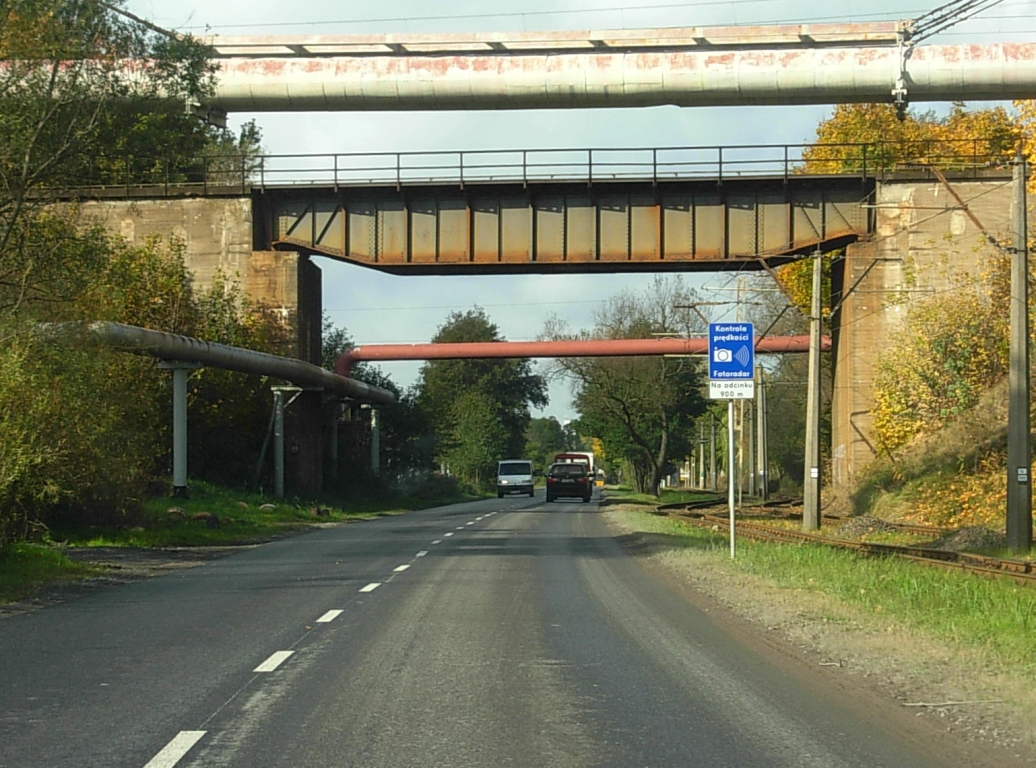
Wiadukt magistrali węglowej nad ul. Toruńską